# Xantholeon xadnus
Xantholeon xadnus is een insect uit de familie van de mierenleeuwen (Myrmeleontidae), die tot de orde netvleugeligen (Neuroptera) behoort. 
Xantholeon xadnus is voor het eerst wetenschappelijk beschreven door New in 1985.